# Simen Tiller
Simen Tiller (* 26. November 1995 in Lillehammer) ist ein norwegischer Nordischer Kombinierer.

## Werdegang
Tiller, der für Moelven IL startet, gab sein internationales Debüt beim Europäischen Olympischen Winter-Jugendfestival 2011 in Liberec, wo er beim Einzelwettkampf in der Gundersen-Methode den 21. Platz belegte. Bei seinem Continental-Cup-Debüt in Høydalsmo am 20. Januar 2012 verpasste Tiller zunächst die Punkteränge, konnte diese aber zwei Tage später erreichen. Einen Monat später nahm Tiller erstmals an Nordischen Junioren-Skiweltmeisterschaften teil und belegte dabei bei beiden Einzelwettbewerben den 39. Platz in Erzurum. Bei den Junioren-Weltmeisterschaften 2015 im kasachischen Almaty gewann Tiller gemeinsam mit Harald Johnas Riiber, Jarl Magnus Riiber und Lars Buraas die Bronzemedaille im Teamwettbewerb.
Im Sommer 2018 erzielte Tiller mit dem 24. Rang in Planica seine ersten Grand-Prix-Punkte. Auch in der Continental-Cup-Saison 2018/19 zeigte sich Tiller formverbessert und konnte im Team zweimal das Podest erreichen, darunter ein Sieg in Ruka.
Anfang Dezember 2019 war Tiller Teil der nationalen Gruppe beim Heim-Weltcup in Lillehammer. Nachdem er nach einem starken Sprungdurchgang als Zwölfter auf die Loipe gegangen war, rettete er sich mit einer ordentlichen Laufleistung noch auf den 21. Platz, womit er seine ersten zehn Weltcup-Punkte gewann. Dennoch wurde er aufgrund der hohen Konkurrenz im norwegischen Team wieder in den Continental Cup zurückgestuft, wo er Mitte Januar 2020 in Oberwiesenthal als Zweiter hinter Harald Johnas Riiber erstmals das Podium im Einzel erreichte. Auch im weiteren Saisonverlauf zeigte Tiller besonders im Sprungbereich konstante Leistungen und konnte so weitere Podestplatzierungen für sich verbuchen. Darüber hinaus gewann er in Eisenerz gemeinsam mit Aleksander Skoglund, Mari Leinan Lund und Gyda Westvold Hansen den erstmals ausgetragenen Mixed-Team-Wettbewerb im Continental Cup. In der Gesamtweltcupwertung belegte Tille den 40. Platz, in der Continental-Cup-Gesamtwertung wurde er Fünfter.
Im Winter 2020/21 begann Tiller seine Saison bei den norwegischen Meisterschaften Mitte November in Beitostølen und belegte dabei im Gundersen-Wettkampf von der Großschanze den zehnten Platz. Seinen ersten internationalen Einsatz hatte er am dritten Januarwochenende im Continental Cup. Am ersten Wettkampftag in Klingenthal holte Tiller seinen ersten Continental-Cup-Sieg. Diesen Erfolg konnte er mit einem zweiten Platz sowie einem weiteren Sieg an den beiden darauffolgenden Tagen bestätigen. Zwar gelang ihm bei der nächsten Station in Eisenerz kein Sieg, doch konnte er dreimal unter die besten fünf laufen und so die Führung in der Gesamtwertung übernehmen. Am 6. Februar war Tiller erstmals in der Saison Teil der norwegischen Weltcup-Delegation. Mit einem Sprung auf 137 Meter von der Klingenthaler Großschanze lag er nach dem Sprunglauf auf dem vierten Rang. Beim Langlauf fiel er nach zirka acht Kilometern zurück und belegte schließlich in der Tageswertung den elften Rang. Es war sein bis dato bestes Resultat im Weltcup. Zum Saisonabschluss erreichte er im russischen Nischni Tagil weitere zweimal das Podest im Continental Cup und sicherte sich damit den Gesamtsieg. In der Weltcupgesamtwertung belegte er zudem den 41. Platz.
Bei den Nordischen Skiweltmeisterschaften 2025 in Trondheim gewann er trotz der Disqualifikation seines Teammitglieds Jørgen Graabak beim Sprunglauf Bronze in der Staffel. Den Wettbewerb von der Großschanze und nach der Gundersen-Methode beendete er auf dem neunten Platz. Bei den restlichen Wettbewerben wurde Tiller nicht eingesetzt.

## Erfolge

### Continental-Cup-Siege im Einzel
| Nr. | Datum             | Ort         | Disziplin             |
| --- | ----------------- | ----------- | --------------------- |
| 01. | 15. Januar 2021   | Klingenthal | Gundersen Großschanze |
| 02. | 17. Januar 2021   | Klingenthal | Gundersen Großschanze |
| 03. | 21. Januar 2022   | Klingenthal | Gundersen Großschanze |
| 04. | 22. Januar 2022   | Klingenthal | Gundersen Großschanze |
| 05. | 23. Januar 2022   | Klingenthal | Gundersen Großschanze |
| 06. | 14. Dezember 2024 | Ruka        | Gundersen Großschanze |
| 07. | 15. Dezember 2024 | Ruka        | Gundersen Großschanze |

### Continental-Cup-Siege im Team
| Nr. | Datum            | Ort      | Disziplin             |
| --- | ---------------- | -------- | --------------------- |
| 1.  | 13. Januar 2019  | Ruka     | Staffel Großschanze 1 |
| 2.  | 22. Februar 2020 | Eisenerz | Mixed Normalschanze 2 |

## Statistik

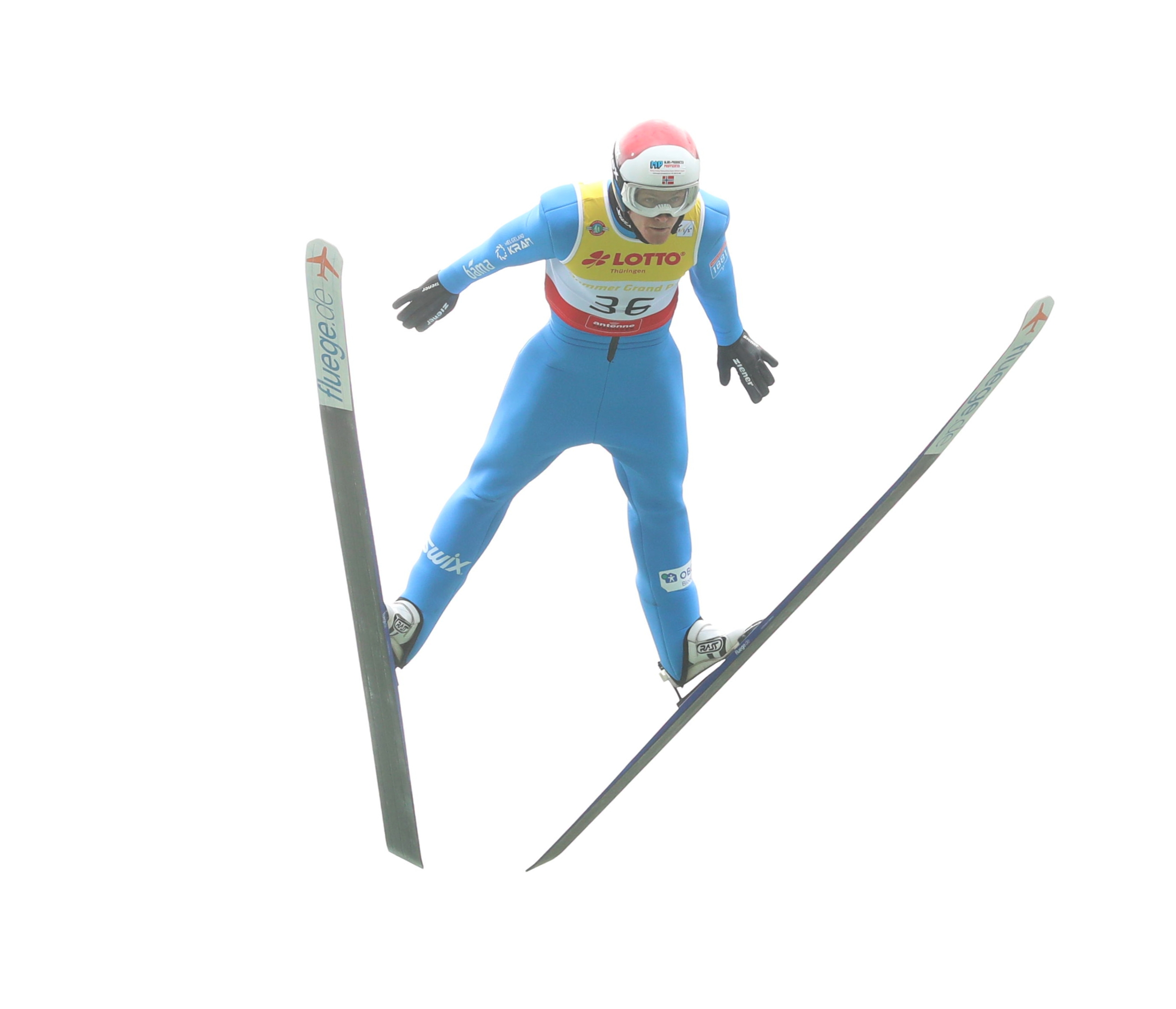
Tiller beim Sommer Grand Prix 2021 in Oberhof

### Platzierungen bei Weltmeisterschaften
| Jahr und Ort   | Wettbewerb | Wettbewerb | Wettbewerb | Wettbewerb |
| Jahr und Ort   | Einzel NS  | Einzel GS  | Team       | Mixed-Team |
| -------------- | ---------- | ---------- | ---------- | ---------- |
| 2023 Planica   | DSQ        | —          | —          | —          |
| 2025 Trondheim | —          | 09.        | 03.        | —          |

### Weltcup-Platzierungen
| Saison  | Platz | Punkte |
| ------- | ----- | ------ |
| 2019/20 | 40.   | 026    |
| 2020/21 | 41.   | 024    |
| 2021/22 | 27.   | 121    |
| 2022/23 | 29.   | 123    |
| 2023/24 | 28.   | 289    |
| 2024/25 | 31.   | 196    |

### Grand-Prix-Platzierungen
| Saison | Platz | Punkte |
| ------ | ----- | ------ |
| 2018   | 56.   | 007    |
| 2021   | 20.   | 060    |
| 2022   | 53.   | 002    |
| 2023   | 48.   | 022    |

### Continental-Cup-Platzierungen
| Saison  | Platz | Punkte |
| ------- | ----- | ------ |
| 2011/12 | 86.   | 012    |
| 2013/14 | 84.   | 008    |
| 2014/15 | 47.   | 074    |
| 2015/16 | 15.   | 240    |
| 2016/17 | 67.   | 028    |
| 2017/18 | 37.   | 122    |
| 2018/19 | 16.   | 234    |
| 2019/20 | 05.   | 521    |
| 2020/21 | 01.   | 629    |
| 2021/22 | 12.   | 300    |
| 2022/23 | 21.   | 152    |
| 2024/25 | 13.   | 380    |